# 吉川春寿
吉川 春寿（よしかわ はるひさ、1909年1月25日 - 1981年11月25日）は、日本の医学者、栄養学者。当時の基礎医学の権威であった。
神奈川県生まれ。1931年東京大学医学部卒、1939年医学博士。1945年東京大学医学部講師、1945年助教授、1952年同教授。1965 - 67年同医学部長。1969年定年退職、名誉教授、女子栄養大学教授。
1982年から2012年まで、アジア諸国における医療・保健衛生および教育の事業の振興に寄与する事業への助成を目的とした吉川春壽記念基金が存在した。

## 著書
- 『臨牀医化学 第1 (実験篇) 』協同医書出版社 1946
- 『硫酸銅法』東京出版 1948
- 『看護学講座 第3巻 化学』学術書院 1949
- 『生化学』学術書院 簡約医学叢書 1949
- 『臨床医化学 第2 (臨床編)』協同医書出版社 1949
- 『生化学』医学書院 医学双書 1951
- 『高等看護学講座 第6 化学』医学書院 1953
- 『からだと食物』岩波新書 1959
- 『栄養の正しい知識』有信堂 文化新書 1961
- 『化学』系統看護学講座 医学書院 1968
- 『生物化学』光生館 1969
- 『栄養生理・生化学』光生館 1974
- 『栄養生化学』光生館 1975
- 『栄養学20章』東京大学出版会 UP選書 1977
- 『栄養学総論』光生館 1979
- 『栄養トピックス』女子栄養大学出版部 1979
- 『生化学概説』光生館 1982

### 共編著
- 『電解質の臨床』共著 協同医書出版社 1953
- 『ラジオアイソトープの医学的応用』江藤秀雄,筧弘毅共著 東西医学社 1953
- 『栄養学』中川一郎,二国二郎共編 朝倉書店 1955
- 『燐酸代謝実験法 第1』高橋泰常共編著 広川書店 1958
- 『臨床生化学』第1-2 井上硬,市原硬共編 朝倉書店 1958-59
- 『Metabolic pathway』関根隆光,紺野邦夫共編 医学書院 1959
- 『代謝の生理と病態』高橋忠雄共編 朝倉書店 1961
- 『臨牀医化学 第2 (臨床篇) 改訂版』吉利和共著 協同医書出版社 1962 6版.
- 『新栄養学』中川一郎, 二国二郎共編 朝倉書店 1963
- 『栄養学』稲垣長典共編 有信堂 1967
- 『血液の生化学 -基礎と臨床-』中尾喜久共編 朝倉書店 1969
- 『代謝 -基礎と臨床-』阿部正和共編 朝倉書店 1970
- 『総合栄養学事典』芦田淳共編 同文書院 1981
- 『栄養大学講座』全14巻 細谷憲政共編 光生館 1982-96
- 『ひ弱っ子追放の栄養学 虫歯予防から間食コントロールまで』細谷憲政共著 講談社 1983

### 翻訳
- アメリカ医師会食糧栄養委員会編『新しい臨床栄養学』医歯薬出版 1955-56
- ハウロウィツ『入門生化学』朝倉書店 1958
- カンタロウ, トランパー『臨床生化学』朝倉書店 1959

## 論文
- <吉川春寿